# Narziss
Narziss is een voormalige Duitse metalcoreband, afkomstig uit Jena. De band werd in 1998 opgericht onder de naam Narziß door Johannes Müller, Ralf Ritter, Jörg Rebelein en Frank Berger. De naam van de band is ontleend aan het Grieks mythologische figuur Narcissus. Volgens de bandleden is er in ieder mens een stukje van Narcissus terug te vinden.
In mei 2011 kondigde de band zijn afscheid aan.

## Taal
Bijzonder aan de band is dat ze in tegenstelling tot veel andere Duitse metalcorebands primair Duitstalige nummers uitbrachten. Enkel op het album Hope Dies zijn enkele Engelstalige nummers te horen, maar dit zijn vertalingen van eerder Duitstalig opgenomen nummers. Wel uploadde de band op haar website de vertalingen van haar nummers naar het Engels, zodat de niet-Duitstalige fans de teksten van de band ondanks de taalbarrière konden begrijpen.

## Personele bezetting
Laatste bezetting
- Steven Jost - zang (2010-2011)
- Johannes Müller - gitaar (1998-2011)
- Sebastian Metzner - gitaar (2002-2011)
- Steven Kretschmar - bas (2005-2011)
- Steffen Adolf - drums (1998-2011)

Eerdere leden
- Ralf Ritter - zang (1998-1999)
- Frank Berger - gitaar (1998)
- Daniel Sondermann - gitaar (1998-2001)
- Robert Jende - bas (1998-2005)
- Jörg Rebelein - drums (1998)
- Michael Szlapka - zang (2001-2002)
- Rayk Sommer - zang (2003-2004)
- Ralf Ritter - zang (1999-2010)

## Discografie
Studioalbums
- 2000: Ebenbilder
- 2002: Die Hoffnung stirbt zuletzt
- 2004: Neue Welt
- 2005: Ebenbilder
- 2006: Solang das Herz schlägt
- 2009: Echo